# Paraliparis atramentatus
Paraliparis atramentatus is een  straalvinnige vissensoort uit de familie van snotolven (Cyclopteridae). De wetenschappelijke naam van de soort is voor het eerst geldig gepubliceerd in 1912 door Gilbert & Burke.
De soort staat op de Rode Lijst van de IUCN als Onzeker, beoordelingsjaar 2009.